# ديليا جيرسيس
ديليا أمادورا جيرسيا غريبولس (بالإسبانية:Delia Amadora García Gerboles) معروفة باسم ديليا جيرسيس  (بالإسبانية:Delia Garcés) ممثلة أرجنتينية من العصر الذهبي للسينما الأرجنتينية، ظهرت في أكثر من 30 فيلم من 1937 إلى 1959 ومثلت في المسرح من 1936 إلى 1966, فازت بجائزة Premios Sur  كأفضل ممثلة 3 مرات، كما أنها حازت على الفضية من جمعية النقاد الأرجنتينية للأفلام.

## جوائزها
- 1941 Premios Sur for Best Actress for Veinte años y una noche[3]
- 1942 Premios Sur for Best Actress for Malambo[4]
- 1945 Premios Sur for Best Actress for La dama duende[5]
- 1957 Silver Condor for Best Actress for Alejandra[6]
- 1959 Won the World Cinema Golden Figurine from Peru[7]
- 1982 Premios Leopold Torre Nilsson
- 1995 Premio Pablo Podestá
- 1996 Dedication of Delia Garcés room at the Tita Merello Complex
- 2001 ACE Platinum Lifetime Achievement Award

## أفلامها
- ¡Segundos afuera! (1937)
- Viento Norte (1937)
- Melgarejo (1937)
- Maestro Levita (1938)
- Villa Discordia (1938)
- Kilómetro 111 (1938)
- Doce mujeres (1939)
- Alas de mi patria (1939)
- La vida de Carlos Gardel (1939)
- Gente bien (1939)
- Muchachas que estudian (1939)
- Dama de compañía (1940)
- Veinte años y una noche (1941)
- La maestrita de los obreros (1942)
- كونكريتو دي الماس (1942)
- Malambo (1942)
- Casa de muñecas (1943)
- La dama duende (1944)
- Rosa de América (1946)
- El gran amor de Bécquer (1946)
- El hombre que amé (1947)
- De padre desconocido (1949)
- El otro yo de Marcela (1950)
- Él (1952) (in Mexico)
- Lágrimas robadas (1953) (in Mexico)
- Rebeldía (1953) (in Spain)
- Mi marido y mi novio (1955)
- Alejandra (1956)

## روابط خارجية
- ديليا جيرسيس على موقع IMDb (الإنجليزية)
- ديليا جيرسيس على موقع ألو سيني (الفرنسية)
- ديليا جيرسيس على موقع أول موفي (الإنجليزية)
- ديليا جيرسيس على موقع قاعدة بيانات الأفلام السويدية (السويدية)
- ديليا جيرسيس على موقع قاعدة بيانات الفيلم (الإنجليزية)
- ديليا جيرسيس على موقع كينوبويسك (الروسية)